# Casa de Basilio Paraíso
La Casa de Basilio Paraíso fue uno de los más bellos edificios modernistas de la ciudad española de Melilla. Estaba situada en el Ensanche Modernista, en la calle José Antonio Primo de Rivera, y formó parte del Conjunto Histórico Artístico de la Ciudad de Melilla, un Bien de Interés Cultural.

## Historia

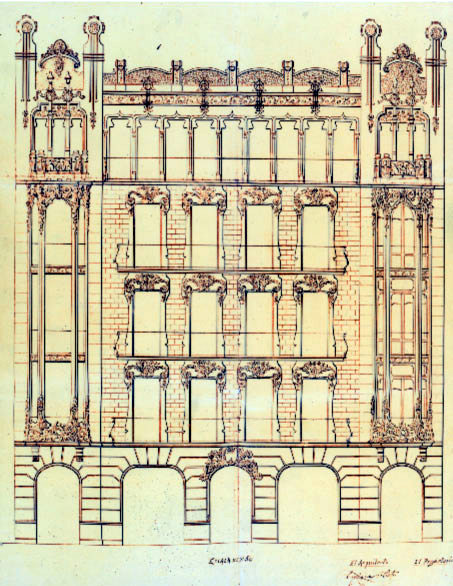
Plano
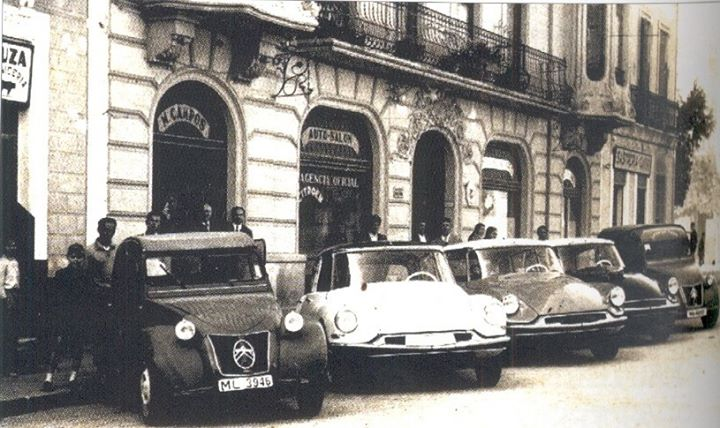
1910
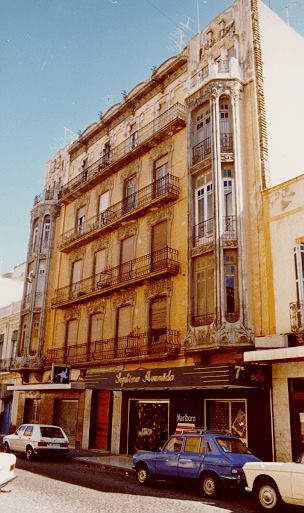

Concedidos los solares 71 y 72 del Barrio Reina Victoria el 17 de marzo al empresario zaragozano Basilio Paraíso, Presidente de la Cámara Oficial de Comercio de Zaragoza e impulsor de la Exposición Hispano-Francesa de Zaragoza, fiel a su interés en impulsar la actividad económica española, decidió invertir en Melilla al verse gratamente sorprendido por la importancia que iba cobrando.
Este construye entre 1910 (el 21 de noviembre es autorizada su construcción) y 1912, según diseño de Enrique Nieto de julio de ese año (realizó uno en mayo, de planta baja y principal, que nos e materializó y fue utilizado para la Casa de Antonio Baena)
En sus bajos estuvieron situados el Centro de Cultura Popular y la ebanistería La Vienesa.
Fue vaciado, su interior fue derribado en 1995 quedando solo su fachada que fue derribada en 1999.

### Otras Casa Paraíso

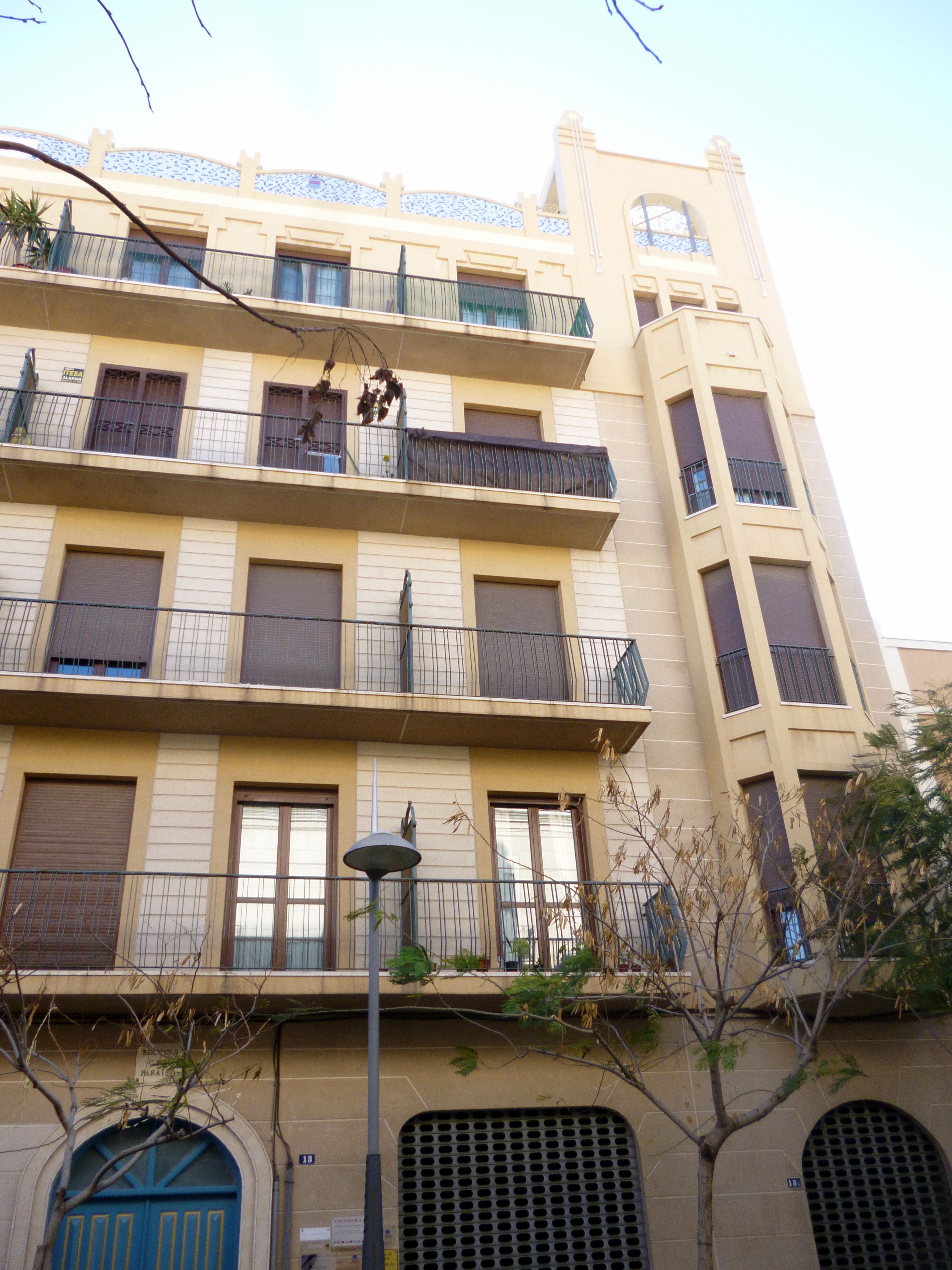
Nueva Casa Paraíso

Entre 2006 y 2008 se levantó un nuevo inmueble en su solar, el denominado Edificio Casa Paraíso, con proyecto de Carlos Mayor Fernández, de similar composición pero sin ninguna decoración.
Aparte, existió en la calle General Polavieja, esquina con la calle General Ordóñez la Casa Paraíso otro edificio protegido derribada remplazado por el Edificio Paraíso obra del arquitecto Javier Herrera.

## Descripción
Fue uno de los mejores trabajos del arquitecto catalán y una de las joyas del modernismo melillense hasta su derribo. Estaba construido con paredes de mampostería de piedra local y ladrillo macizo y bovedillas de ladrillo macizo para los techos.
Constaba de planta baja y cuatro plantas. Su fachada contaba con una planta baja con cinco arcos escarzanos, mayores los pares y decorado con una moldura el central, que conducía al bello portal, con paramentos de líneas horizontales en la fachada que daban paso a balconadas de bellas rejerías y con preciosas molduras sobre sus arquitrabes en sus primeras plantas flanqueada por dos miradores finalizando con una arcada de  arcos conopiales sustentados por columnas, que por medio de festones y un friso llevaban a la cornisa, con trencadís compuestos con un conjunto de guirnaldas y festones y de esta al precioso peto de herrajes secesionas y a los remates laterales, con festones y limitados por pilastras que finalizan en líneas verticales y detalles circulares.